# Hygropoda prognatha
Hygropoda prognatha là một loài nhện trong họ Pisauridae.
Loài này thuộc chi Hygropoda. Hygropoda prognatha được Tord Tamerlan Teodor Thorell miêu tả năm 1894.